# ناحیه تان چاو، تای نین
ناحیه‌تان چاو، تای نین (به لاتین: Tân Châu District, Tây Ninh) یک منطقهٔ مسکونی در ویتنام است که در جنوب شرقی ویتنام واقع شده‌است.